# Хиджин (сингл)
Хиджин (или HeeJin & HyunJin) первый сингл-альбом южнокорейской гёрл-группы LOOΠΔ первой представленой участницы Хиджин, и первой части пре-дебютного проекта группы. Сингл был выпущен компанией Blockberry Creative 5 октября 2016 года. Альбом состоит из двух треков, сингла «ViViD» и его акустической версии.

## Релиз и промоушен
2 октября 2016 года южнокорейская компания Blockberry Creative объявила через Naver, что они дебютируют свою первую гёрл-группу через 18-месячный преддебютный проект.

## Список композиций
| №                   | Название               | Текст песни         | Музыка                              | Аранжировка         | Длительность |
| ------------------- | ---------------------- | ------------------- | ----------------------------------- | ------------------- | ------------ |
| 1.                  | «ViViD»                | GDLO, Park Ji-yoon  | G-High, Choi Young-kyung (MonoTree) | G-High              | 3:22         |
| 2.                  | «ViViD (Acoustic Mix)» | GDLO, Park Ji-yoon  | G-High, Choi Young-kyung (MonoTree) | G-High              | 3:36         |
| Общая длительность: | Общая длительность:    | Общая длительность: | Общая длительность:                 | Общая длительность: | 6:58         |

## Чарты
| Чарт                                 | Высшая позиция | Продажи     |
| ------------------------------------ | -------------- | ----------- |
| Южная Корея Gaon Weekly Album Chart  | 31             | - KOR: 657+ |
| Южная Корея Gaon Monthly Album Chart | 80             | - KOR: 657+ |